# Volvo LV71-serie
De Volvo LV71-serie is een serie middelzware vrachtwagens, geproduceerd door Volvo tussen 1932 en 1935.
In het voorjaar van 1932 werd de LV71-serie geïntroduceerd. Er was keuze uit twee verschillende wielbases, 3,4 en 4,1 meter. Ook was er keuze wat betreft het laadvermogen, 2,5 ton of 3 ton. De LV75 is een frontstuurmodel, waarbij de positie van de bestuurder verplaatst is van achter de motor naar naast de motor. Het voordeel daarvan is dat er meer ruimte is voor de vracht en dat het gewicht daarvan beter verdeeld is tussen beide assen.
De LV71-serie wordt aangedreven door een zescilinder zijklepmotor met een inhoud van van 3366 cc en een enkele carburateur, die loopt op benzine en 65 pk levert.

## Modellen
- LV71: 3,4 m (wielbasis) en 2,5 ton (laadvermogen)
- LV72: 4,1 m en 2,5 ton
- LV73: 3,4 m en 3 ton
- LV74: 4,1 m en 3 ton
- LV75: frontstuurmodel

## Galerij

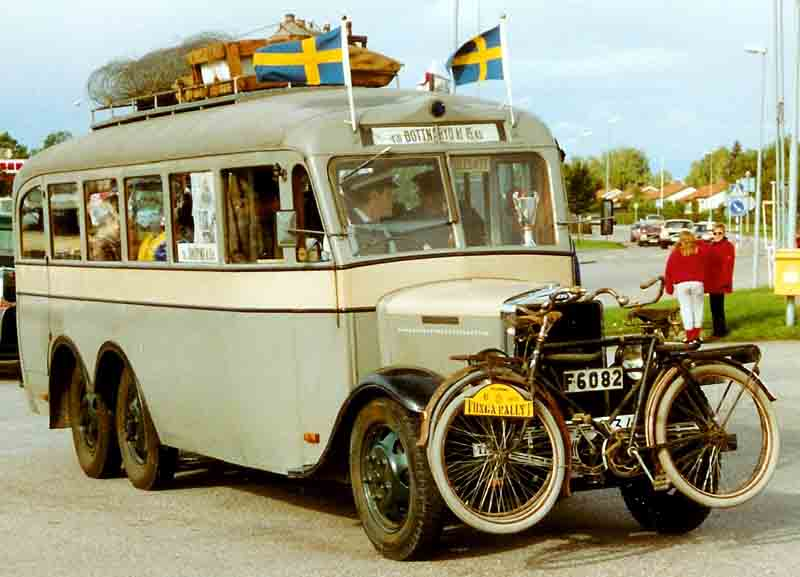
Volvo LV72 autobus met sleepas, 1935
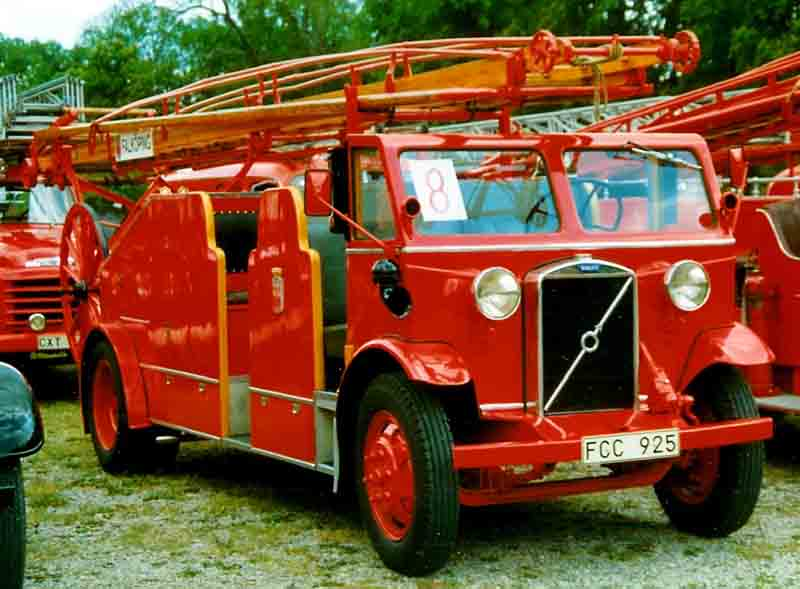
Volvo LV75 brandweervoertuig frontstuurmodel, 1934